# Sultan Han
Sultan Han è un grande caravanserraglio selgiuchide del XIII secolo situato nella città di Sultanhanı, nella provincia di Aksaray, in Turchia. È uno dei tre monumentali caravanserragli nei dintorni di Aksaray e si trova a circa 40 km a ovest di Aksaray sulla strada per Konya.

## Storia
Questa struttura fortificata fu costruita nel 1229 (datata da un'iscrizione), durante il regno del sultano selgiuchide Kayqubad I (r. 1220-1237), dall'architetto siriano Muhammad ibn Khalwan al-Dimashqi (Dimashqi significa "da Damasco") lungo la rotta commerciale Uzun Yolu (letteralmente strada lunga) che porta da Konya ad Aksaray e prosegue in Persia. Dopo essere stato parzialmente distrutto da un incendio, fu restaurato e ampliato nel 1278 dal governatore Seraceddin Ahmed Kerimeddin bin El Hasan durante il regno del sultano Kaykhusraw III.

## Descrizione
Il caravanserraglio è considerato uno dei migliori esempi di architettura selgiuchide in Turchia. Con una superficie di 4.900 metri quadrati, è il più grande caravanserraglio medievale della Turchia.
Si accede a est, attraverso un pishtaq, una porta di marmo alta 13 m, che sporge dalla parete frontale (a sua volta larga 50 m). L'arco a sesto acuto che racchiude l'entrata è decorato con mensole a muqarnas e un intreccio a motivi geometrici. Questa porta principale immette in un cortile aperto di 44 x 58 m che veniva utilizzato durante l'estate. Un arco decorato in modo simile sul lato opposto del cortile aperto, con una nicchia a muqarnas, un cuneo a sbalzo e disegni geometrici ad incastro, conduce a un cortile coperto (iwan), che era adibito ad uso invernale. La navata centrale della sala coperta ha una volta a botte con costoloni trasversali, con una torre corta a cupola al centro della volta. La cupola ha un oculo che fornisce aria e luce alla sala.
Al centro del cortile aperto si trova l'esempio più antico in Turchia di una moschea quadrata in pietra (köşk mescidi). Una costruzione di quattro archi intagliati con volte a botte sostiene la moschea al secondo piano. La piccola sala da preghiera della moschea contiene un mehrab riccamente decorato (indicatore di direzione della Qibla) ed è illuminata da due finestre. Le stalle con soprastante alloggio erano poste nei portici su entrambi i lati del cortile interno.

## Galleria d'immagini

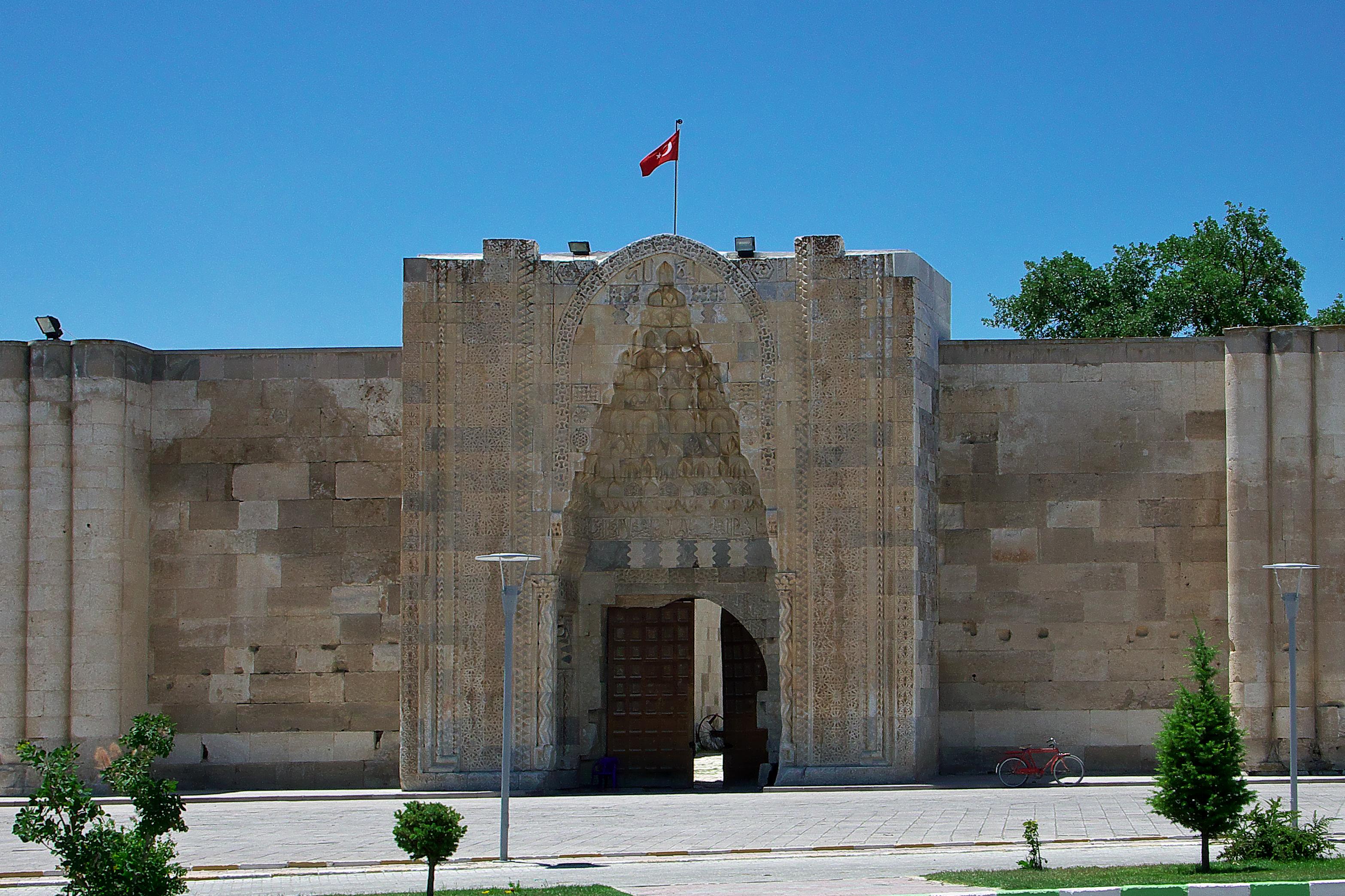
Portale d'ingresso principale
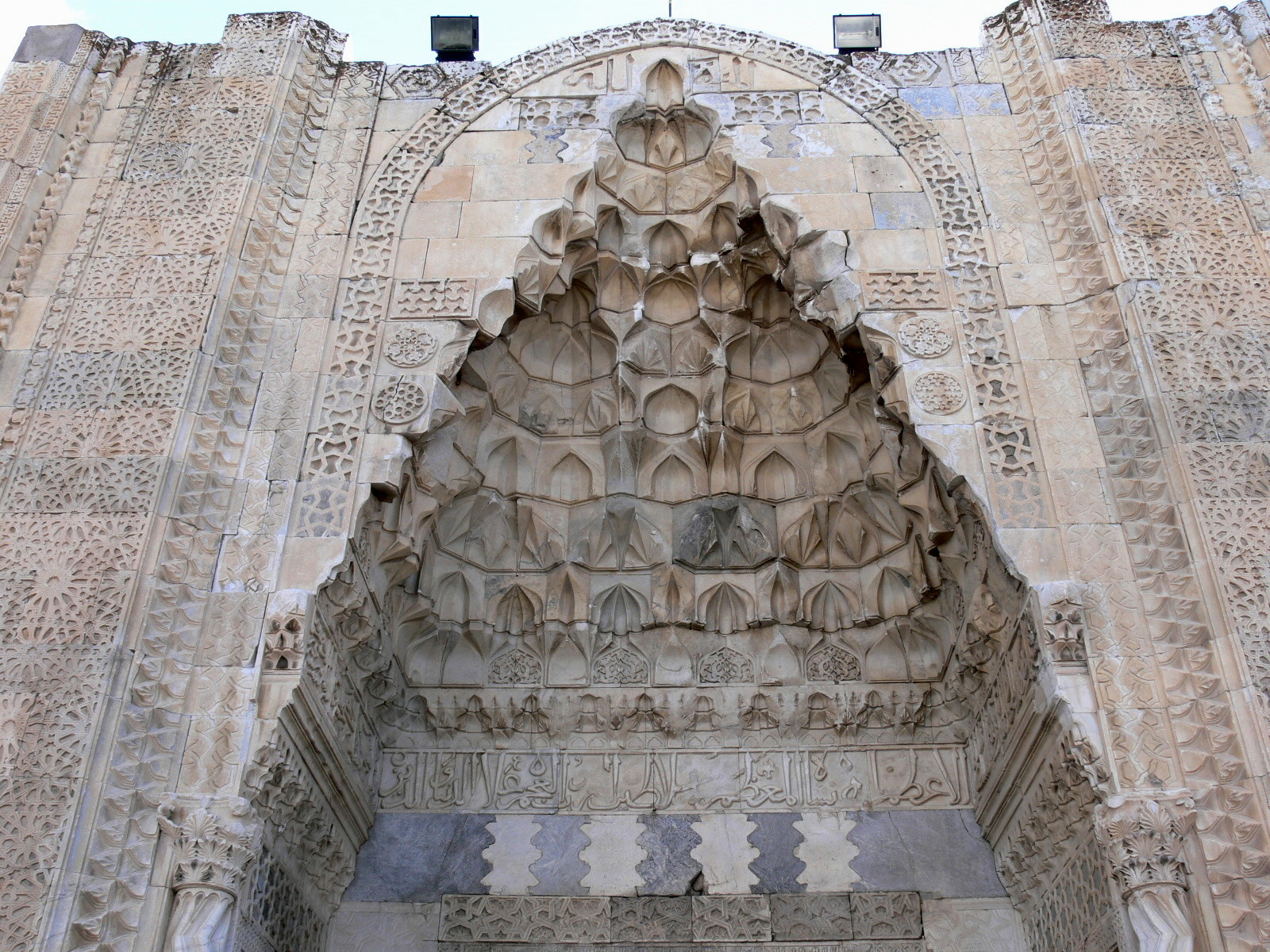
Volta Muqarnas del portale principale
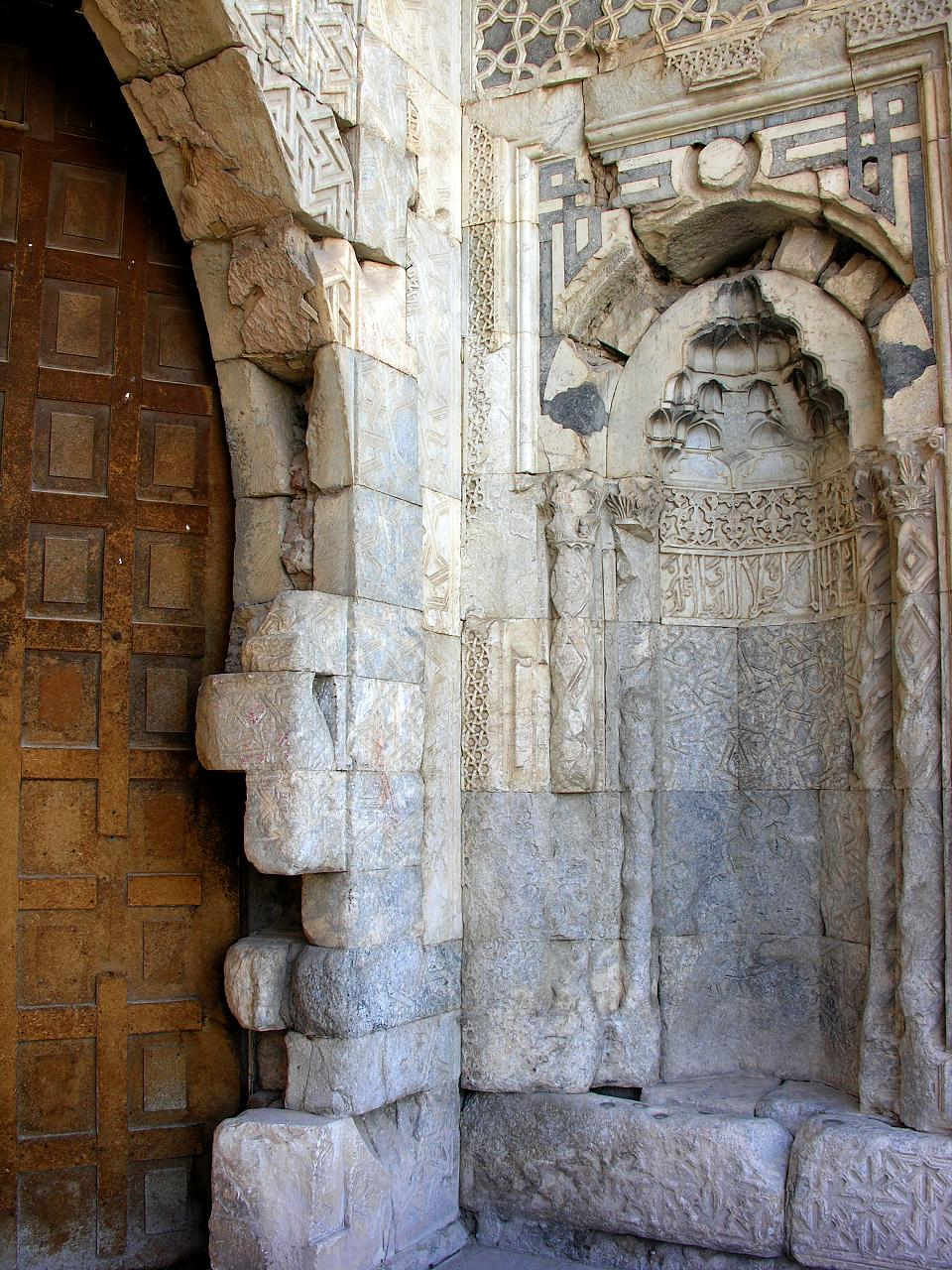
Nicchia decorativa nel portale principale
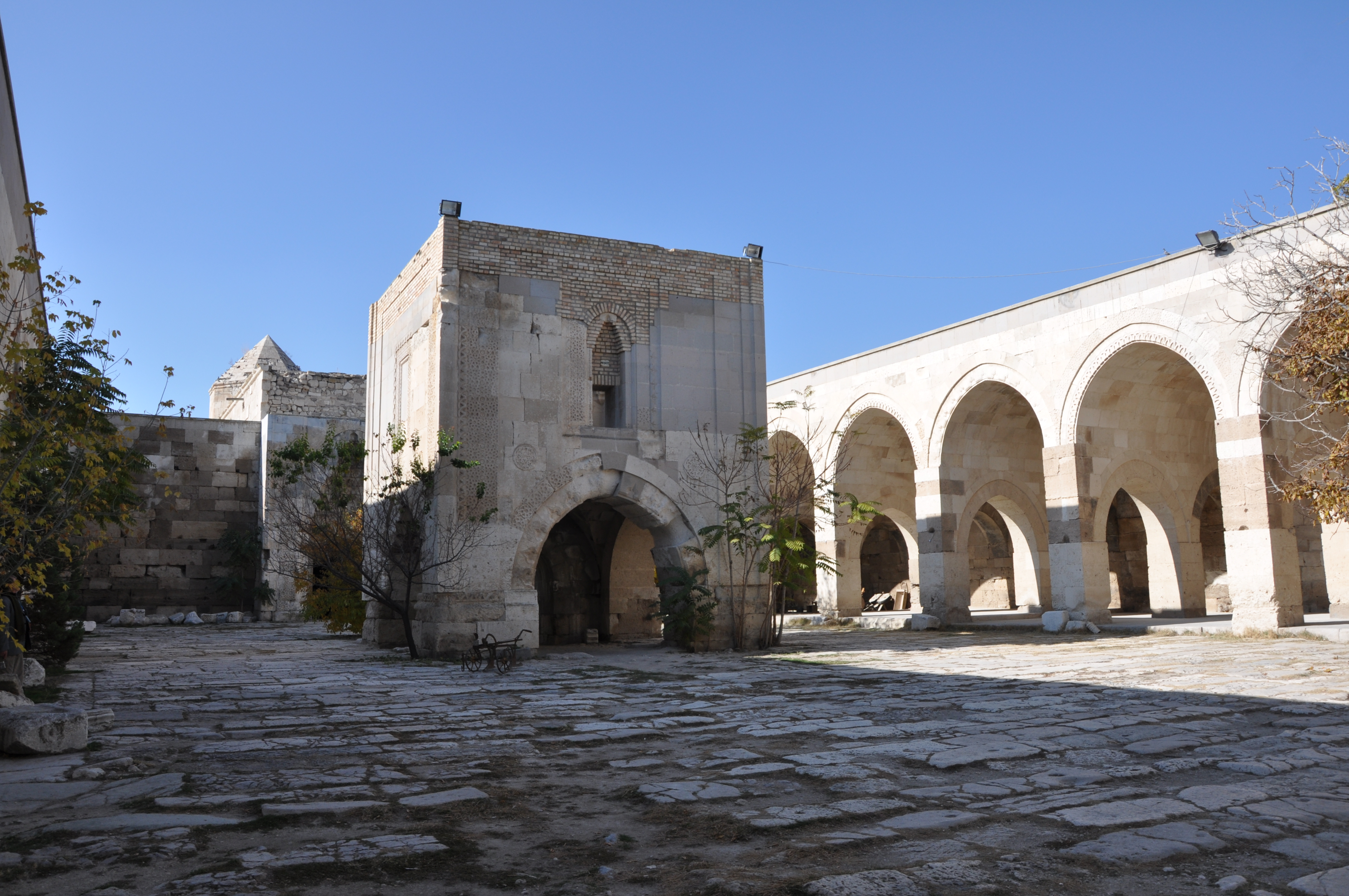
Cortile interno principale
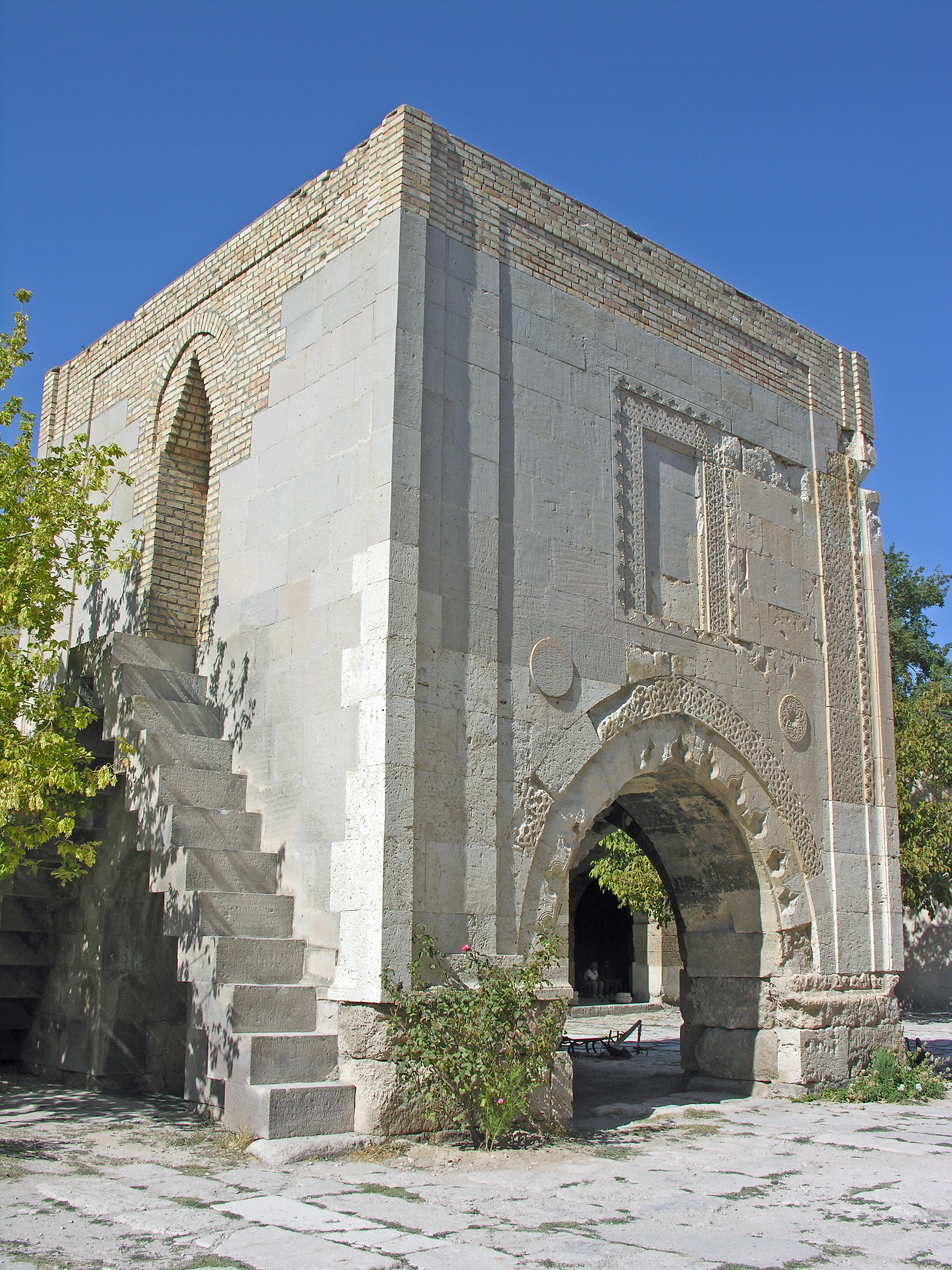
Chiosco-moschea quadrata in pietra di Sultano Han
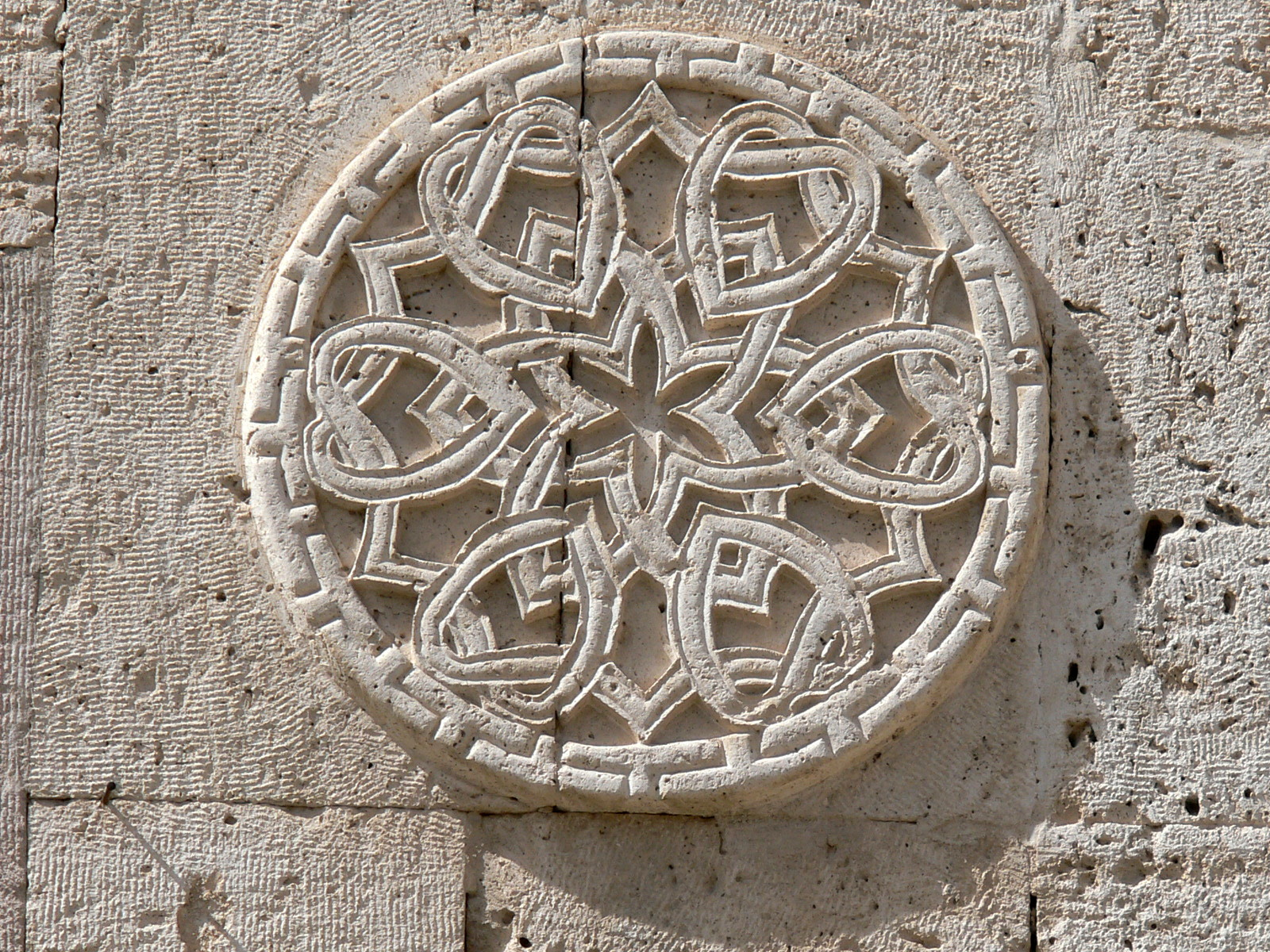
Particolare della muratura ornamentale sulla moschea del chiosco
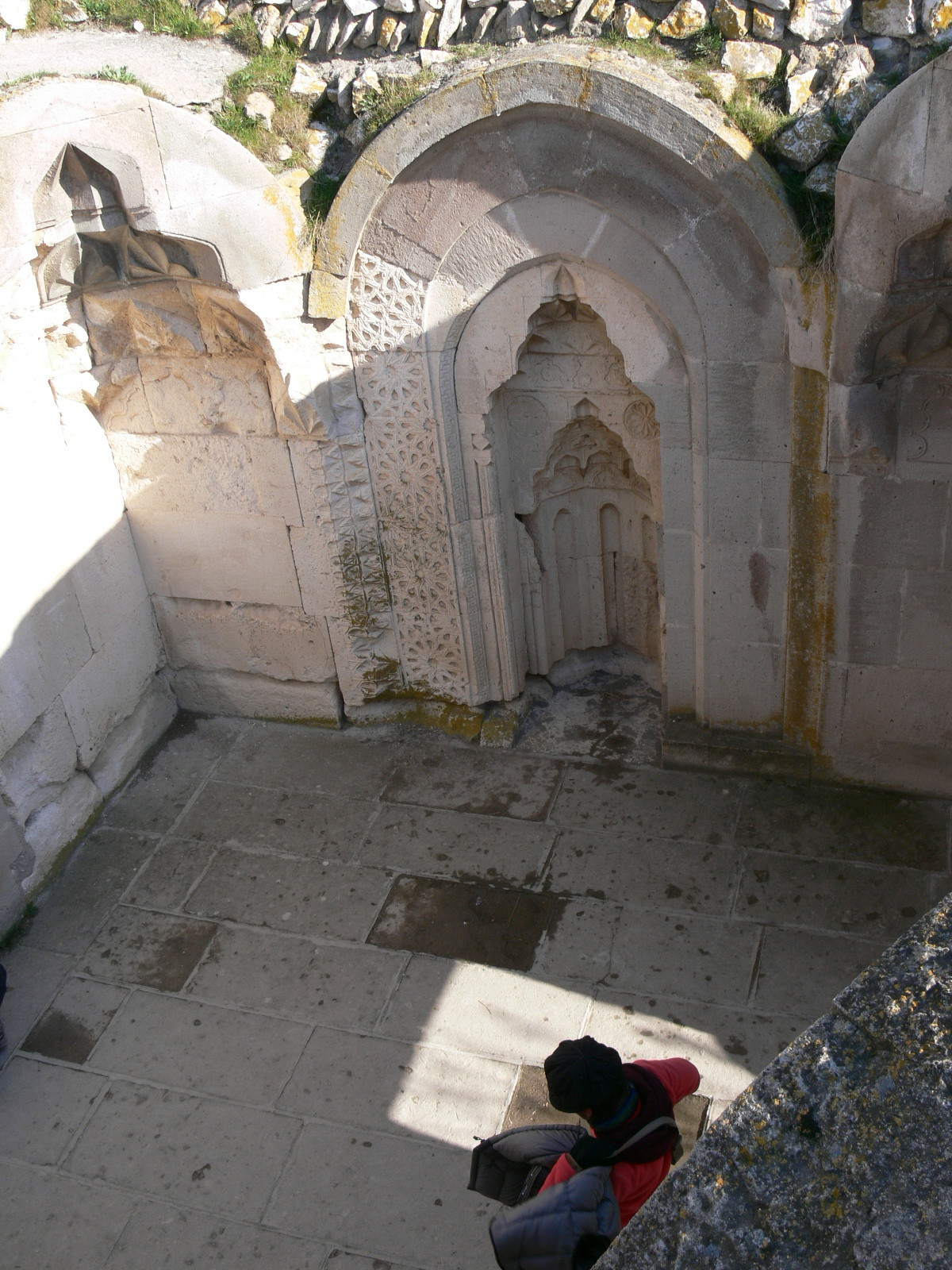
Interno della moschea, compreso il mihrab
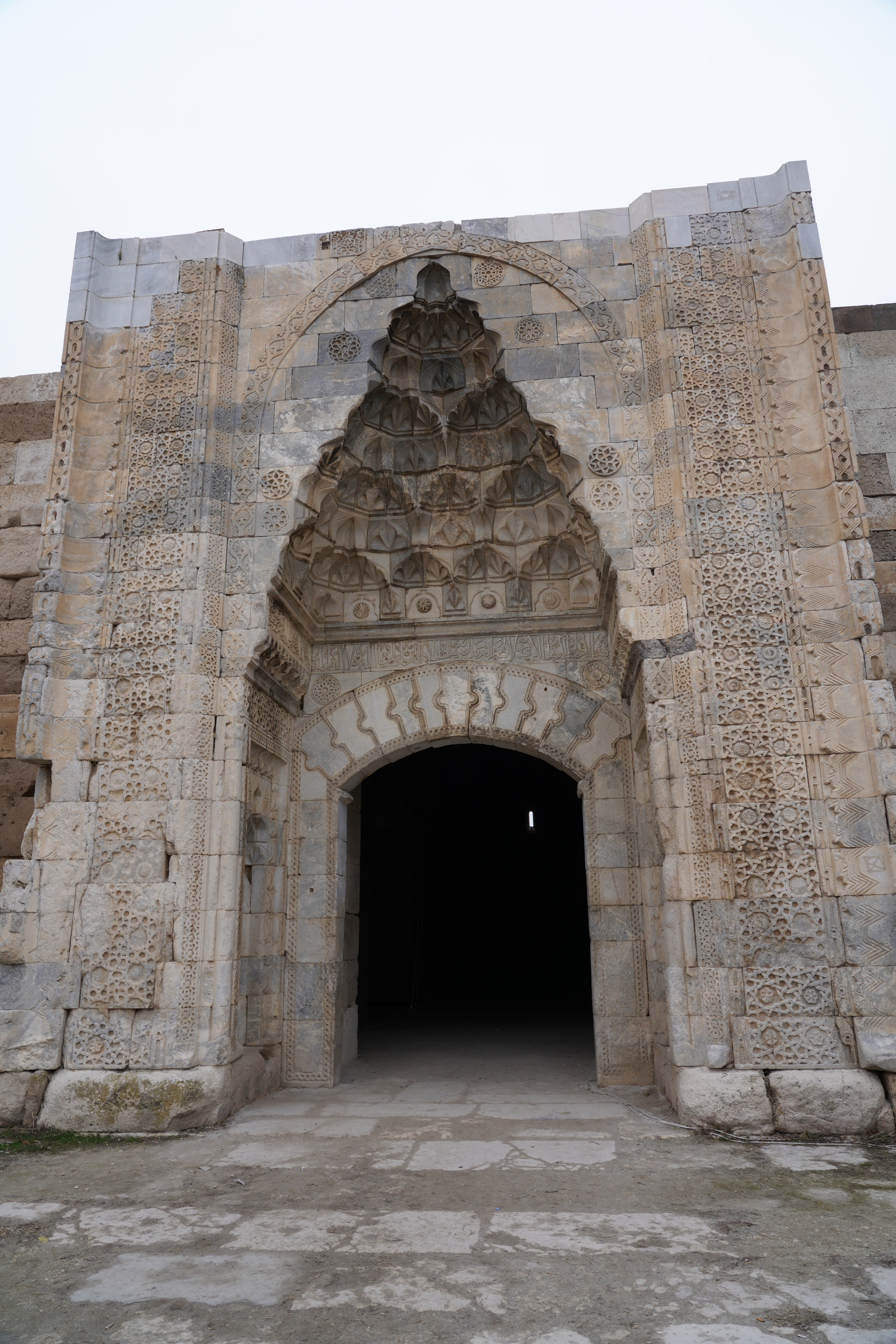
Portale d'ingresso delle camere interne (invernali).
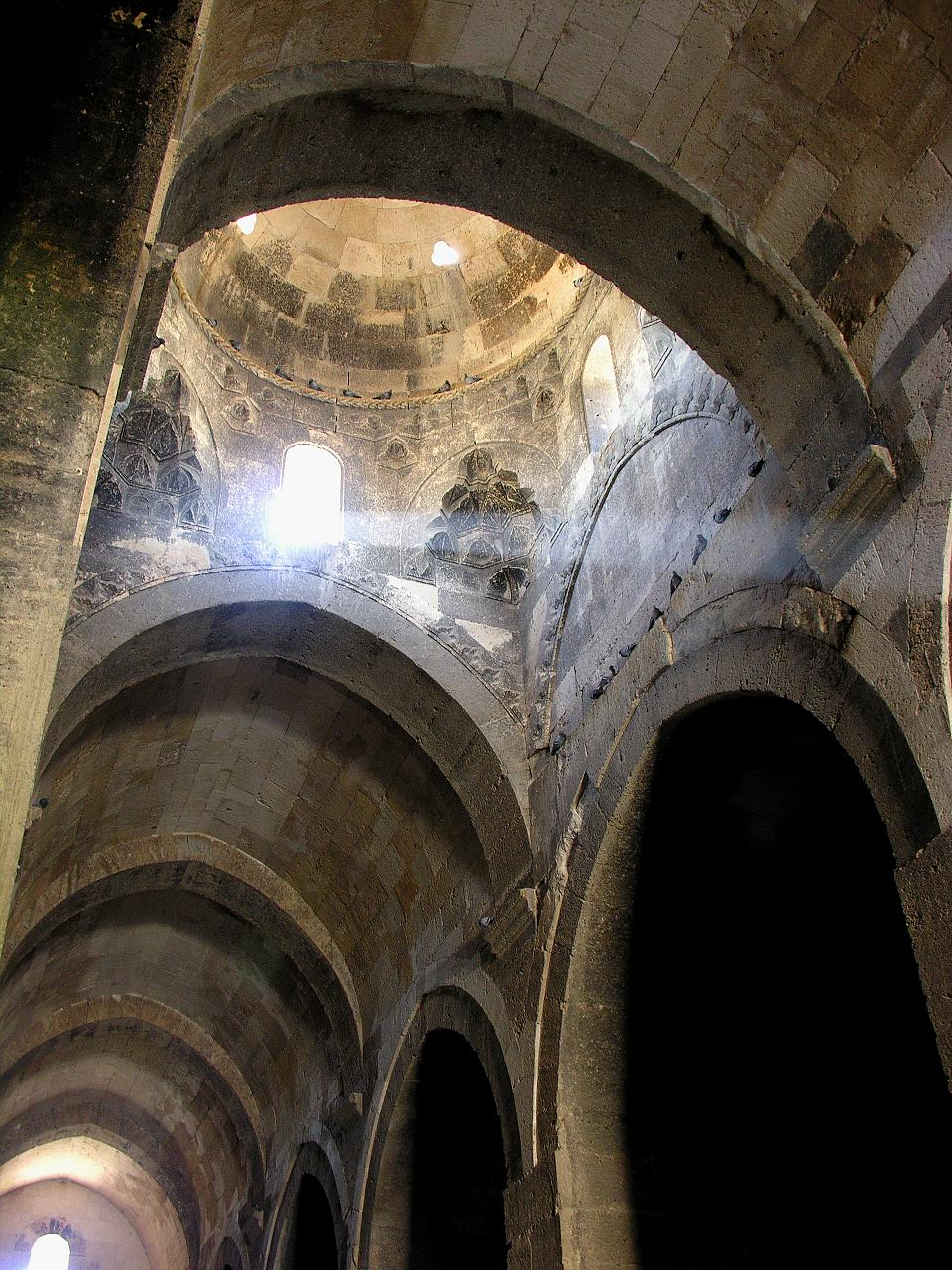
Volte e cupola nelle camere interne (invernali).